# Johannes Gradenegger
Johannes Gradenegger (* 3. Juni 1932 in Hüttenberg; † 13. Dezember 2009 in Klagenfurt) war ein österreichischer Politiker (SPÖ) und Verwaltungsjurist. Gradenegger war von 1973 bis 1986 Abgeordneter zum Nationalrat.

## Leben
Gradenegger besuchte nach der Volksschule ein Realgymnasium und schloss seine Schulbildung 1950 mit der Matura ab. Er war in der Folge von 1950 bis 1965 als Postbeamter beschäftigt und studierte daneben von 1961 bis 1965 an der Universität Innsbruck. Gradenegger promovierte 1965 zum Doktor und war ab 1965 als Verwaltungsjurist im Dienst der Kärntner Landesregierung tätig. Gradenegger war Sekretär des Ersten Landeshauptmann-Stellvertreters von Kärnten.
Im politischen Bereich war Gradenegger ab 1947 als Landesfunktionär der Sozialistischen Jugend aktiv, zudem war er Sektionsobmann, Mitglied der Stadtleitung sowie Angehöriger des Bezirksparteivorstandes der SPÖ Villach. Gradenegger wirkte zudem als Mitglied des SPÖ-Landesparteivorstandes und vertrat seine Partei vom 11. Oktober 1973 bis zum 16. Dezember 1986 im Nationalrat.

## Auszeichnungen
- 1981: Großes Silbernes Ehrenzeichen für Verdienste um die Republik Österreich[1]